# I liga słowacka w piłce nożnej (2010/2011)
I liga słowacka 2010/2011 – 18. edycja drugiej klasy rozgrywkowej piłki nożnej na Słowacji po rozdziale Czechosłowacji.

## Drużyny
W I lidze sezonu 2010/2011 wystartowało 12 zespołów – zwycięzca uzyskał awans do najwyższej klasy rozgrywkowej.
Uwaga: od sezonu 2011/2012 pierwszy poziom rozgrywkowy będzie nosił nazwę I liga, drugi – II liga, trzeci – III liga.
| Uczestnicy poprzedniej edycji                                                                                 | Uczestnicy poprzedniej edycji | Uczestnicy poprzedniej edycji | Uczestnicy poprzedniej edycji |
| --- | ----------------------------- | ----------------------------- | ----------------------------- |
| TRE | AS Trenczyn                   | 2                             |                               |
| PÚC | FK Púchov                     | 3                             |                               |
| LAF | LAFC Łuczeniec                | 4                             |                               |
| DKN | MFK Dolny Kubin               | 5                             |                               |
| ZMI | Zemplín Michalovce            | 6                             |                               |
| RUŻ | MFK Rużomberk B               | 7                             |                               |
| RSO | MŠK Rymawska Sobota           | 8                             |                               |
| TLM | Tatran Liptowski Mikułasz     | 9                             |                               |
| SDŠ | Slovan Duslo Šaľa             | 10                            |                               |
| Spadek z Superligi 2009/2010                                                                                  |                               |                               |                               |
| PET | FC Petržalka 1898             | 12                            |                               |
| Awans z II ligi 2009/2010                                                                                     |                               |                               |                               |
| grupa wschód                                                                                                  |                               |                               |                               |
| BOD | Bodva Moldava nad Bodvou      | 1                             |                               |
| grupa zachód                                                                                                  |                               |                               |                               |
| SNC | SFM Senec                     | 1                             |                               |
| Oznaczenia: - kolumna pierwsza – skróty nazw drużyn, - kolumna trzecia – miejsce zajęte w poprzednim sezonie. |                               |                               |                               |

## Tabela
| Lp. | Drużyna                   | M  | Z  | R  | P  | Bramki | Bramki | Różn. | Pkt | Uwagi              |
| --- | ------------------------- | -- | -- | -- | -- | ------ | ------ | ----- | --- | ------------------ |
| 1   | AS Trenczyn (M) (A)       | 33 | 22 | 6  | 5  | 77     | 30     | +47   | 72  | Awans do I ligi    |
| 2   | MŠK Rymawska Sobota       | 33 | 16 | 6  | 11 | 41     | 35     | +6    | 54  |                    |
| 3   | FC Petržalka 1898         | 33 | 13 | 12 | 8  | 55     | 36     | +19   | 51  |                    |
| 4   | Zemplín Michalovce        | 33 | 15 | 6  | 12 | 51     | 48     | +3    | 51  |                    |
| 5   | SFM Senec                 | 33 | 13 | 9  | 11 | 39     | 39     | 0     | 48  |                    |
| 6   | Tatran Liptowski Mikułasz | 33 | 14 | 6  | 13 | 43     | 44     | −1    | 48  |                    |
| 7   | Bodva Moldava nad Bodvou  | 33 | 13 | 8  | 12 | 46     | 40     | +6    | 47  |                    |
| 8   | MFK Dolny Kubin           | 33 | 13 | 7  | 13 | 45     | 38     | +7    | 46  |                    |
| 9   | LAFC Łuczeniec            | 33 | 11 | 8  | 14 | 41     | 48     | −7    | 41  |                    |
| 10  | MFK Rużomberk B           | 33 | 10 | 8  | 15 | 37     | 44     | −7    | 38  |                    |
| 11  | Slovan Duslo Šaľa (S)     | 33 | 9  | 6  | 18 | 24     | 44     | −20   | 33  | Spadek do III ligi |
| 12  | FK Púchov (S)             | 33 | 6  | 4  | 23 | 24     | 77     | −53   | 22  | Spadek do III ligi |

## Najlepsi strzelcy
| Bramki | Piłkarz            | Drużyna                  |
| ------ | ------------------ | ------------------------ |
| 31     | David Depetris     | AS Trenczyn              |
| 17     | Filip Serečin      | Zemplín Michalovce       |
| 15     | Tomáš Chovanec     | MFK Rużomberk B          |
| 14     | Radoslav Augustín  | FC Petržalka 1898        |
| 14     | Tomáš Gavlák       | Bodva Moldava nad Bodvou |
| 13     | Ladislav Belkovics | SFM Senec                |

Źródło: Slovenský futbalový zväz (słow.)